# Мохамед Мезиан
Мохамед бен Мизиан (на арабски: محمد أمزيان) е марокански генерал.
По време на Гражданската война в Испания командва част от войските на Регуларес, които формират ударните части на Националистическата армия. След като заема множество високи постове във Франкистка Испания, Мизиан достига чин генерал-лейтенант от испанската армия.
Повикан от крал Мохамед V през 1957 г. той се връща в Мароко след независимостта на страната. През 1970 г. е произведен във фелдмаршал и е единственият, който някога е имал това звание в мароканската армия.

## Биография
Обучаван е във Военната академия в Толедо, Испания. Покровителстван от крал Алфонсо XIII след смъртта на баща си. След като завършва като младши офицер, Мезиан служи дълго време в испанската армия в протектората на Мароко. Участва през 1921 г. в Рифските войни срещу Абделкрим. През 1923 г. става капитан, а през 1925 г. командващ испанската колониална армия. През това време създава дълбоко приятелство с Франсиско Франко и веднъж дори спасява живота му.

### Испанска гражданска война
По време на преврата от юли 1936 г. Мезиан е командир в Регуларес в Сеганган, на около 20 км от Мелиля. Той веднага заема страната на бунтовническата фракция и в първата си битка от Гражданската война в Испания щурмува базата на хидропланите на Аталайон в Мелиля, където командирите отказват да се присъединят към бунта. Въпреки че лоялните войски, защитаващи поста се предават, командирите на базата и вторите лейтенанти са екзекутирани на следващата сутрин заедно с всички от гарнизона, като мястото им на погребение остава неизвестно.
След това Мезиан заминава със своите войски на полуострова, където ревностно прилага политиката на генерал Емилио Мола за всяване на терор в републиканските редици.
След като армията на Африка, командвана от Франсиско Франко превзема Толедо на 27 септември 1936 г., Мезиан отива с войските си във военната болница и убива над 200 ранени от републиканската милиция в леглата им, както се твърди като отмъщение за обсадата на Алкасар. Пословичната жестокост и безразсъдното поведение на войските на Регуларес не са случайни, а са част от изчисления план на франкистката военна машина да позволи на тези ударни части да всеят страх сред републиканците, за да ги деморализират.
В Мадрид Мезиан е ранен в битка по време на битката при Сиудад Университария. След възстановяването си е повишен в подполковник и участва в обсадата на Овиедо начело на галисийската колона. По-късно през Гражданската война, през 1938 г. е повишен в полковник и е назначен за командир на Първа наварска дивизия (1ª División de Navarra) на франкистката армия, начело на която участва в битката при Ебро, превземайки 19 укрепени вражески позиции, убивайки 1 500 републикански войници и вземайки 1 000 пленници. Малко след това оглавява офанзивата в Каталония.
След поражението на Испанската република, Франко назначава Мезиан за командир в Сеута на северноафриканското крайбрежие. През 1953 г. е повишен в генерал-лейтенант и е изпратен в Галисия, в северозападна Испания като командир на VIII военен регион. През 1955 г. е назначен за генерал-губернатор на Канарските острови, което е последният му пост в испанските въоръжени сили.

### Мароко
През 1956 г. Мароко става независима нация и крал Мохамед V призовава Мезиан да поеме отговорността за реорганизацията на новата кралска мароканска армия. Мезиан официално иска Франко да го освободи от задълженията му в испанската армия и молбата е надлежно удовлетворена на 22 март 1957 г.
През 1964 г. Мезиан е назначен за министър на отбраната на Мароко, пост, който заема две години, когато се завръща в Испания, след като крал Хасан II го назначава за посланик „като жест на добра воля към испанската държава“. Мезиан живее тихо в мароканското посолство в Мадрид до 1970 г., когато се завръща в Мароко. През ноември същата година е повишен в чин фелдмаршал. Заема поста държавен министър на мароканското правителство до март 1975 г., когато се разболява тежко и е откаран със самолет в Мадрид, за да бъде лекуван. Мезиан умира в болницата на военновъздушните сили в Мадрид през май същата година, а останките му по-късно са върнати със самолет обратно в Мароко.

## Музей
През 2006 г. в Рабат е открит музей, посветен на Мохамед Мезиан. Намира се в къща близо до британското посолство, която му е подарена от Франко. Проектът за музей е инициатива на дъщеря му Лейла Мезиан. Архитектът, който отговаря за проекта е известният архитект от Казабланка Мохамед Ламнауар.